# Barwiarka zwrotna
Barwiarka zwrotna, dżygier (jigger) – aparat farbiarski używany w przemyśle włókienniczym, rodzaj barwiarki. W maszynie tej tkanina przeciągana jest przez kołowrót poprzez kąpiel farbującą. Tkanina jest wielokrotnie przewijana z jednego wałka na drugi przechodząc przez kąpiel farbującą.